# Monument (Oregon)
Pour les articles homonymes, voir Monument (homonymie).
Monument est une ville américaine située dans le comté de Grant en Oregon. En 2010 sa population était de 128 habitants.